# 哈拉海农场
哈拉海农场是一个位于中华人民共和国黑龙江省齐齐哈尔市梅里斯达斡尔族区的农场，亦是黑龙江省农垦九三管理局所属的一个农场。
哈拉海农场始建于1956年3月，曾隶属于中国人民解放军沈阳军区联勤部军需部。2001年9月正式移交给九三管理局。农场位于齐齐哈尔市市郊，南与梅里斯达斡尔族区相依，北与甘南县接壤，西与龙江县毗邻。面积294.73平方公里，总人口3840人，职工1334人。

## 行政区划
哈拉海农场下辖以下单位：
哈拉海场直社区和哈拉海农场第一管理区。